# Marcelinho Paraíba
Marcelo dos Santos (Campina Grande, 17 de maio de 1975), mais conhecido como Marcelinho Paraíba, é um treinador e ex-futebolista brasileiro que atuava como meio-campista. Atualmente comanda o Baraúnas.
Conhecido pelo seu visual extravagante nos tempos de jogador, com cabelos pintados de várias cores (como azul, vermelho e loiro) durante a carreira, Marcelinho também fez muito sucesso no exterior, principalmente na Alemanha, onde vestiu as camisas do Hertha Berlim e do Wolfsburg. No total, atuou em mais de 20 times e marcou mais de 300 gols.

## Carreira como jogador

### Início
Marcelinho Paraíba iniciou sua carreira no Campinense, onde conquistou dois títulos do Campeonato Paraibano.

### Santos
Após uma rápida passagem pelo Paraguaçuense, atuou no Santos entre 1994 e 1995, quando teve uma passagem despercebida pelo clube paulista.

### São Paulo e Olympique de Marseille
Dois anos mais tarde, porém, estouraria no São Paulo, onde conquistou o Campeonato Paulista de 1998 e o de 2000. Foi no Tricolor que o meia ganhou o apelido que usaria pelo resto da carreira: num jogo entre São Paulo e Ponte Preta, pelo Campeonato Brasileiro de 1999, Marcelinho marcou um gol e comemorou exibindo a camiseta "100% Paraíba".
A boa fase no São Paulo despertou o interesse de clubes europeus, fazendo com que o meia deixasse a equipe no ano de 2000. Marcelinho rumou para a França, sendo contratado pelo Olympique de Marseille no dia 1 de julho.

### Grêmio
Ficou somente um ano na equipe de Marselha e, em 2001, passou a jogar pelo Grêmio, quando começou a viver o auge de sua carreira. Nessa época, Marcelinho Paraíba era chamado de "Marcelinho Paraúcho" pelos gaúchos, pois durante sua passagem pela equipe se tornou ídolo. Campeão e artilheiro do Campeonato Gaúcho, depois campeão da Copa do Brasil (quando marcou um gol no segundo jogo da final contra o Corinthians), não chegou a atuar pelo Brasileirão daquele ano pois, antes do torneio, Marcelinho acabou sendo contratado pelo Hertha Berlim. O meia assinou por cinco temporadas com o clube alemão. No total, atuou em 23 partidas e marcou 15 gols pelo Grêmio.

### Hertha Berlim

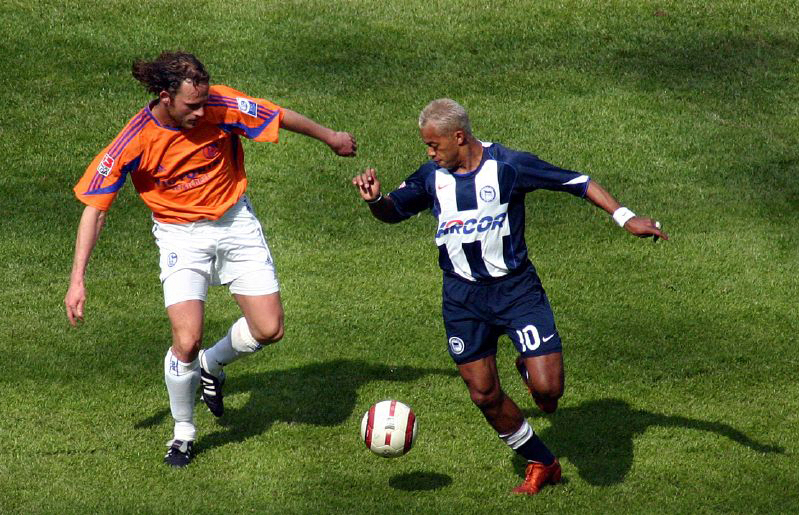
Marcelinho Paraíba atuando pelo Hertha Berlim em 2005

Tinindo, Marcelinho Paraíba ajudou o modesto time do Hertha a conquistar o título da Copa da Liga Alemã de 2001 e, de quebra, acabou sendo convocado para a Seleção Brasileira. Pelo Hertha Berlim, Marcelinho Paraíba voltou a conquistar mais um título da Copa da Liga Alemã, desta vez, em 2002, configurando-se um bicampeonato histórico para o clube.
Ídolo da torcida alemã, Marcelinho Paraíba jogou no Hertha de 2001 a 2006, quando acabou deixando o clube em virtude de alguns desentendimentos com o treinador Falko Götz e a diretoria.

### Trabzonspor e Wolfsburg
Foi anunciado pelo Trabzonspor, da Turquia, no dia 29 de julho de 2006. O brasileiro assinou contrato de três anos com o time turco.
Após atuar em 22 partidas e ter marcado três gols pela equipe, acertou seu retorno à Alemanha. Marcelinho chegou a negociar com o Borussia Dortmund, mas em janeiro de 2007 foi anunciado pelo Wolfsburg. Nas duas temporadas em que vestiu a camisa dos Lobos, atuou em 57 partidas e marcou 14 gols.

### Flamengo
Em agosto de 2008, retornou para o futebol brasileiro para atuar no Flamengo. Ao chegar no clube, declarou ser torcedor do time desde criança e afirmou estar realizando um sonho: "Sou rubro-negro e estive no Flamengo em 1991 para fazer teste no juniores. Fui aprovado, tinha 16 anos, mas fiquei duas semanas morando no CT e voltei pra casa. Agora, estou aqui para continuar essa história".

### Coritiba
Em 2009, desgastado com a diretoria do Flamengo por causa dos constantes atrasos salariais, rescindiu o seu contrato e acertou com o Coritiba até o final da temporada. Marcelinho Paraíba chegou ao Coritiba com a missão de substituir o também ídolo Keirrison, que havia sido contratado pelo Palmeiras.
Teve boa atuação no dia 27 de setembro, na vitória por 2–0 contra o Náutico pelo Campeonato Brasileiro. Após dar assistência para Rômulo abrir o marcador, Marcelinho fez o segundo na etapa final. Ainda marcou outro em cobrança de falta, mas o trio de arbitragem não viu a bola pingar dentro do gol.
Apesar dos bons jogos, o meia não conseguiu evitar o rebaixamento do Coritiba para a Série B. Marcelinho acabou semeando a discórdia no elenco, comissão técnica e diretoria alviverde. Todas as regalias que um atleta poderiam ter foram devidamente usufruídas por ele, tais como horários de treinos alternativos, companhia de assessores em concentração e viagens, noitadas sem supervisão, renovação de pré-contrato sem cláusula de segurança ao clube, entre outras, fizeram com que o "grupo" não lutasse como deveria.[carece de fontes?]

### Retorno ao São Paulo
Ainda em 2009, no dia 23 de dezembro, acertou seu retorno ao São Paulo e assinou por duas temporadas.
Marcelinho começou o ano de 2010 entre os titulares do São Paulo, mas não vinha demonstrando o mesmo futebol que apresentava no Coritiba e da sua primeira passagem pelo clube. Na reserva, o jogador não era muito aproveitado pelo então técnico Ricardo Gomes e, já que o jogador não correspondia às expectativas de sua contratação e por ter um alto salário, a diretoria optou por emprestá-lo até o final do ano.

### Sport
No dia 9 de agosto de 2010, o presidente do Sport, Sílvio Guimarães conseguiu, em São Paulo, a liberação do atleta. Marcelinho Paraíba foi liberado pelo São Paulo e defendeu o Sport por empréstimo durante o Brasileirão da Série B. Após, o final da Série B, voltou do empréstimo e não atuou no São Paulo em 2011. Em fevereiro acertou novamente com o Sport, dessa vez com um contrato de dois anos.
Marcelinho marcou 12 gols pelo Sport na Série B de 2011 e contribuiu, em que pese à sua irregularidade técnica e física, para o acesso do clube pernambucano à elite do futebol nacional.

### Grêmio Barueri
No dia 15 de maio de 2012, Marcelinho Paraíba foi contratado pelo Grêmio Barueri para a disputa da Série B do Campeonato Brasileiro.

### Fortaleza
Já no dia 13 de dezembro de 2013, o jogador assinou com o Fortaleza para a disputa do Campeonato Cearense e do Campeonato Brasileiro da Série C. Após o fracasso do Fortaleza de conquistar o acesso para a Série B, Marcelinho Paraíba teve seu contrato rescindido em dezembro de 2014.

### Inter de Lages
No dia 12 de dezembro de 2014, Marcelinho foi anunciado como reforço do Inter de Lages para a disputa do Campeonato Catarinense de 2015. O meia foi o principal destaque do time na volta para a elite do futebol catarinense. Responsável por gols bonitos e decisivos, junto com o atacante Reinaldo, conseguiu os objetivos de participar e foi além, classificou o time para o hexagonal semifinal. No fim do campeonato, o time conseguiu a surpreendente posição de quarto colocado.

### Joinville
Após muita especulação e boatos, Marcelinho foi contratado pelo Joinville ao fim do torneio. Paraíba foi procurado por vários clubes considerados "grandes" no estado, porém foi o JEC conseguiu um contrato com o veterano.
| “ | O que vale é o momento e estou em um maravilhoso, tenho amor pelo futebol e disposição para jogar | ” |

Marcelinho Paraíba foi eleito o craque do Campeonato Catarinense de 2015. O jogador foi, também, escolhido com um dos atletas da seleção do campeonato, na posição de meia. Depois de brilhar no Colorado Lageano no primeiro semestre, garantiu o foco para brigar pela permanência na Série A do Campeonato Brasileiro.

### Ypiranga de Erechim
No dia 24 de agosto de 2016, Marcelinho Paraíba foi anunciado como reforço do Ypiranga de Erechim para a disputa da Série C. Sua estreia foi contra o Macaé, em partida válida pela 15ª rodada da Série C do Campeonato Brasileiro. Na ocasião, Marcelinho abriu o placar na vitória de 2–0.

### Treze
No dia 28 de novembro de 2016, Marcelinho Paraíba foi confirmado como novo reforço para a temporada de 2017 do Treze.

### Portuguesa
Em maio de 2017, Marcelinho Paraíba foi anunciado como reforço da Portuguesa, para a disputa da Série D de 2017.

### Aposentadoria
Realizou o seu último jogo como jogador profissional no dia 5 de dezembro de 2020, atuando pelo Treze. A Galo empatou com o rival Botafogo em 1–1, pela última rodada da Série C.

## Seleção Nacional
Participou de quatro jogos nas Eliminatórias da Copa do Mundo de 2002, tendo sido decisivo na partida contra o Paraguai, no dia 15 de agosto de 2001, realizada no Estádio Olímpico, quando marcou o primeiro gol da vitória por 2–0. No entanto, não esteve na lista final dos 23 convocados por Felipão para a Copa do Mundo realizada na Coreia do Sul e no Japão.

## Carreira como treinador

### Treze
Depois de disputar os dois últimos jogos do Treze na Série C, sem conseguir evitar o rebaixamento do time, Marcelinho decidiu iniciar a carreira de treinador. Assim, em dezembro foi anunciado pela diretoria como técnico da equipe para a temporada 2021.
Após 16 jogos, uma eliminação na Copa do Nordeste e uma classificação para a repescagem do Campeonato Paraibano, foi demitido no dia 24 de maio.

### Oeirense
Foi anunciado pela Oeirense, do Piauí, em outubro de 2021.
Marcelinho foi demitido no dia 5 de fevereiro de 2022, após uma derrota por 4–1 para o Parnahyba. O treinador deixou a Oeirense na 6ª posição na tabela do Campeonato Piauiense, com apenas uma vitória nos últimos seis jogos.

### Retorno ao Treze
Pouco mais de um mês após sua demissão da Oeirense, Marcelinho Paraíba acertou seu retorno ao Treze no dia 11 de março, sendo essa sua segunda passagem pela equipe alvinegra como treinador.

### Serra Branca
Foi anunciado pelo Serra Branca no dia 22 de julho, chegando para comandar o clube na disputa da Segunda Divisão do Campeonato Paraibano. O treinador obteve êxito, conquistou o título da competição e consequentemente o acesso para a elite do estadual.
Após um início ruim no Campeonato Paraibano de 2023, com duas derrotas e um empate, Marcelinho acabou sendo demitido no dia 26 de janeiro.

## Controvérsias
Em janeiro de 2010, o futebolista recebeu a intimação de que foi condenado por uma agressão física realizada durante festa que em Campina Grande, em junho de 2004, e de que teria de cumprir pena de seis meses de detenção em regime aberto na casa de detenção do Monte Santo. Entretanto, o advogado do jogador afirma que já ocorreu a prescrição do delito, não tendo Marcelinho o dever de cumprir a pena, e afirmou também que peticionaria ao juiz para que esse reconheça a prescrição da pena e, com isso, declarar a extinção da punibilidade do futebolista.
Em maio de 2017 foi arquivado um processo de escalação irregular movido por um de seus ex-clubes no STJD, o Inter de Lages, que foi à justiça devido ao jogador ter atuado em um jogo-treino em janeiro do mesmo ano com a camisa do Treze de Campina Grande. Na época, Marcelinho ainda tinha contrato com o time catarinense.

## Títulos

### Como jogador
Campinense
- Campeonato Paraibano: 1991 e 1993

São Paulo
- Campeonato Paulista: 1998 e 2000

Grêmio
- Campeonato Gaúcho: 2001
- Copa do Brasil: 2001

Hertha Berlim
- Copa da Liga Alemã: 2001 e 2002

Boa Esporte
- Taça Minas Gerais: 2012

### Artilharias
São Paulo
- Copa dos Campeões: 2000 (4 gols e 1 assistência)

### Prêmios individuais
| Ano  | Premiação                                    | Prêmio                     | Time           | Resultado | Ref.          |
| ---- | -------------------------------------------- | -------------------------- | -------------- | --------- | ------------- |
| 2005 | Melhores da Bundesliga (TV Premiere)         | Melhor jogador             | Hertha Berlim  | Venceu    | [ 47 ] [ 48 ] |
| 2005 | Melhores da Bundesliga (Kicker-Sportmagazin) | Melhor jogador             | Hertha Berlim  | Venceu    | [ 47 ] [ 48 ] |
| 2005 | Melhores da Bundesliga (Kicker-Sportmagazin) | Melhor jogador estrangeiro | Hertha Berlim  | Venceu    | [ 49 ]        |
| 2009 | Troféu Armando Nogueira                      | Melhor jogador             | Coritiba       | Venceu    | [ 50 ]        |
| 2009 | Prêmio Craque do Brasileirão                 | Melhor meia-esquerda       | Coritiba       | 2º lugar  | [ 51 ]        |
| 2009 | Bola de Prata                                | Melhor meia                | Coritiba       | 2º lugar  | [ 52 ]        |
| 2012 | Trofeú Lance Final                           | Melhor jogador             | Sport          | Venceu    | [ 53 ]        |
| 2012 | Trofeú Lance Final                           | Melhor meia                | Sport          | Venceu    | [ 54 ]        |
| 2015 | Prêmio Top da Bola                           | Melhor meia                | Inter de Lages | Venceu    | [ 55 ]        |
| 2015 | Prêmio Top da Bola                           | Craque do campeonato       | Inter de Lages | Venceu    | [ 55 ]        |
| 2017 | Seleção do Paraibano                         | Craque do campeonato       | Treze          | 3º lugar  | [ 56 ]        |
| 2017 | Seleção do Paraibano                         | Melhor meia                | Treze          | 2º lugar  | [ 56 ]        |